# Wybory prezydenckie w Polsce w 1926 roku (pierwsze)
Pierwsze wybory prezydenckie w Polsce w 1926 roku odbyły się 31 maja (jedna tura). Zgromadzenie Narodowe wzięło pod uwagę dwóch kandydatów: Józefa Piłsudskiego i Adolfa Bnińskiego. Posiedzeniu przewodniczył marszałek Sejmu Maciej Rataj.

## Wyniki
|  | Kandydat        | Przynależność partyjna               | Głosy w I turze |
|  | --------------- | ------------------------------------ | --------------- |
|  | Józef Piłsudski | Bezpartyjny, popierany przez lewicę  | 292 (60%)       |
|  | Adolf Bniński   | Bezpartyjny, popierany przez endecję | 193 (40%)       |

Zgromadzenie Narodowe na urząd prezydenta wybrało Piłsudskiego, który odmówił przyjęcia urzędu. 
Wobec jego odmowy, odbyły się ponowne wybory.